# 1904 год в литературе

## Премии

### Международные
- Нобелевская премия по литературе:
  - Фредерик Мистраль, «За свежесть и оригинальность поэтических произведений, правдиво отражающих дух народа».
  - Хосе Эчегерай-и-Эйсагирре, «За многочисленные заслуги в возрождении традиций испанской драмы».

### Франция
- Гонкуровская премия — Леон Фрапье, «Детский сад».
- Премия Фемина — Myriam Harry, La Conquête de Jérusalem.

## Книги
- «Властелин мира» — роман Жюля Верна.
- «Дачники» — пьеса Максима Горького.
- «Золотая бита» — роман П. Г. Вудхауза.
- «Морской волк» — роман Джека Лондона.
- «Петер Каменцинд» (Peter Camenzind) — произведение Германа Гессе.
- «Пища богов» — роман Герберта Уэллса.
- «Уссурийские рассказы» — книга Николая Матвеева.
- «Франциск Асизский» (Franz von Assisi) — произведение Германа Гессе.
- «Тихие песни» — сборник стихов Иннокентия Анненского (опубликован под псевдонимом «Ник. T—о»).

## Родились
- 17 января — Алесь (Александр Иванович) Якимович, белорусский писатель, один из основоположников белорусской детской литературы (умер в 1979).[1]
- 22 января — Аркадий Петрович Гайдар (настоящая фамилия — Голиков), русский советский детский писатель (погиб в 1941).[2]
- 6 февраля — Михаил Дмитриевич Каратаев, писатель, автор исторических очерков и романов (умер в 1978).[3][4]
- 27 февраля — Леонид Иванович Смилянский, украинский писатель, драматург, литературный критик (умер в 1966).[5]
- 27 февраля — Ялю Курек, польский поэт, переводчик (умер в 1983).[6]
- 2 марта — Теодор Сьюз Гейзель (Доктор Сьюз), американский детский писатель (умер в 1991).[7]
- 5 марта — Григорий Сергеевич Медведев, удмуртский писатель (умер в заключении в 1938).[8]
- 9 марта — Карлис Янович Краулиньш, латвийский советский литературовед.
- 17 марта — Евгений Саввич Нежинцев, поэт, переводчик, инженер (умер в блокадном Ленинграде в 1942).[9]
- 17 марта — Аркадий Николаевич Клабуков (литературный псевдоним до конца 1950-х годов — Багай Аркаш), удмурдский прозаик, поэт, переводчик классики, писал для детей (умер в 1984).[10]
- 18 марта — Марко Николаевич Вороной (укр. Марко Миколайович Вороний), украинский поэт, переводчик (расстрелян НКВД в 1937).[11]
- 18 марта — Сречко Косовел, словацкий прозаик, публицист (умер в 1926).
- 22 марта — Мухиддин Амин-заде,  таджикский советский поэт, прозаик, драматург, переводчик, заслуженный деятель искусств Таджикской ССР (умер в 1966).
- 23 марта — Бим Пайпер, американский писатель-фантаст (умер в 1964).[12]
- 4 апреля — Александр Николаевич Афиногенов, драматург (погиб в 1941 г. в Москве от фашистской бомбы).[13]
- 22 апреля — Алексей Леонардович Кундзич, украинский прозаик, переводчик, участвовал в подготовке Українсько-російського словника (Украинско-русского словаря) в 6 томах; (умер в 1964)[14]
- 24 апреля — Илья Николаевич Голенищев-Кутузов, филолог, литературовед, критик, поэт, переводчик (умер в 1969).[15]
- 24 апреля — Вилис Тенисович Лацис, латышский писатель, государственный деятель (умер в 1966).[16]
- 27 апреля —Льюис Сесил Дэй (Lewis, Cecil Day), английский поэт, писатель, критик; писал под псевдонимом Николас Блейк (Nicholas Blake) (умер в 1972).[17]
- 6 мая — Харри Мартинсон, шведский писатель, поэт, лауреат Нобелевской премии (умер в 1978).[18]
- 6 мая — Павел Адамович (литературный псевдоним — Павлюк Трус), белорусский поэт (умер в 1929).[19]
- 6 мая — Раиса Романовна Соболь (литературный псевдоним — И. Гуро), работала в ОГПУ/НКВД и разведке (умерла в 1988).[20]
- 20 мая — Марджери Луиза Эллингем (Margery Louise Allingham), английская писательница детективного жанра (умерла в 1966).[21]
- 22 июня — Валентин Владимирович Овечкин, русский советский писатель, драматург, журналист (умер в 1968).[22]
- 14 июля — Исаа́к (И́цхок, А́йзек) Баше́вис-Зи́нгер (идиш יצחק באַשעװיס — Ицхок Башевис, англ. Isaac Bashevis Singer), американский еврейский писатель, Лауреат Нобелевской премии по литературе (умер в 1991).
- 3 августа — Клиффорд Саймак, американский писатель-фантаст (умер в 1988).[23]
- 4 августа — Мария Ивановна Комиссарова, русская поэтесса, переводчик (умерла в 1994).[24]
- 4 августа — Гомбрович Витольд, польский прозаик (умер в 1969).[25]
- 5 августа — Янина Броневская (Janina Broniewska), польская писательница (умерла в 19810.[26]
- 14 августа — Адинегоро, индонезийский писатель.
- 1 сентябри –  Гудмундур Бёдварссон, исландский поэт, прозаик, публицист и переводчик.
- 25 сентября — Дмитрий Иванович Ерёмин, русский советский поэт, прозаик, общественный деятель (умер в 1993).[27]
- 2 октября — Генри Грэм Грин, английский писатель (умер в 1991).[28]
- 9 октября — Николай Платонович Бажан (укр. Микола Платонович Бажан), украинский поэт, общественный деятель, редактор Украинской Советской Энциклопедии (умер в 1983).[29]
- 12 октября — Дин Лин (псевдоним; настоящее имя — Цзян Бинчжи), китайская писательница (умерла в 1986).[30]
- 21 октября — Эдмонд Гамильтон, американский писатель-фантаст (умер в 1977).[31]
- 21 октября — Каванах Патрик, ирландский поэт (умер в 1967).[32]
- 9 ноября — Хейти Тальвик, эстонский поэт (погиб в Тюменском лагере НКВД в 1947).[33]
- 17 ноября — Саломея Нерис, (настоящая фамилия — Бачинскайте), литовская поэтесса (умерла в 1945).[34]
- 6 декабря — Александр Иванович Введенский, русский поэт, участник литературно-театральной группы под названием «ОБЭРИУ» (Объединение Реального Искусства) (погиб в 1941).[35]
- 11 декабря — Филипп Тоби-Марселен, гаитянский поэт, писатель, журналист.[36]
- 14 декабря — Вадим Андреевич Сафонов, прозаик, литературовед (умер в 1999).[37]
- 25 декабря — Агиш Сагит (настоящие фамилия и имя — Агишев Сагит Ишмухаметович), башкирский писатель (умер в 1973).[38]
- Аман-Дурды Аламышев, туркменский советский поэт, переводчик.
- Ядамсурэн Мордэндэвийн, монгольский писатель, поэт, драматург (умер в 1937).

## Скончались
- 28 января (10 февраля) — Николай Константинович Михайловский, русский публицист, социолог, литературный критик (родился в 1842).[39]
- 16 апреля — Сэмюэл Смайлс, шотландский писатель, реформатор (родился в 1812).[40]
- 24 апреля — Амели Линц (Шпайер, немецкая писательница писавшая под псевдонимом Амалия Годин (родилась в 1824).
- 12 (25) апреля — Елизавета Николаевна Ахматова, русская писательница, переводчица (родилась в 1820).[41]
- 4 мая —Михаил Фёдорович Фёдоров, русский поэт, автор классической баллады «Леший» (родился в 1848).[42]
- 5 мая — Йокаи Мор, венгерский романист, общественный деятель (родился в 1825).[43]
- 27 мая — Франсуа Куайяр (1834—1904), французский миссионер, поэт, писатель, переводчик. Автор слов государственного гимна Лесото.
- 1 июня — Иван Кузьмич (настоящее отчество  — Казимирович) Кондратьев, русский поэт-песенник, писатель, переводчик (родился в 1849).[44]
- 11 июня — Клас Теодор Однер, шведский историк, прозаик (род. в 1836).
- 23 июня — Абай (Ибрагим) Кунанбаев, поэт, просветитель и философ, основоположник новой казахской национальной письменной литературы и казахского литературного языка (родился в 1845).[45]
- 15 июля — Антон Павлович Чехов, выдающийся русский писатель (родился в 1860).[46]
- 24 сентября — Михаил Васильевич Загоскин, русский прозаик и журналист (родился в 1830).[47]
- 25 сентября (8 октября) — Константин Константинович Случевский, русский поэт и прозаик (родился в 1837).[48]
- 23 октября — Эмилия-Фрэнсис Дильк, английская писательница (род 1840).
- 26 сентября — Патрик Лафкадио Хирн (Patricio Lafcadio Tessima Carlos Hearn), ирландско-американский прозаик, переводчик и востоковед, специалист по японской литературе (родился в 1850).[49]
- 24 октября — Николай Петрович Семёнов, русский поэт, общественный деятель, ботаник, переводчик (Лауреат Пушкинской премии Академии наук в 1886 г.; родился в 1823).[50]
- 4 ноября — Адольф Фёдорович Маркс, русский книгоиздатель (родился в 1838).[51]
- 8 декабря — Войтех Глинка, чешский писатель известный под псевдонимом Франтишек Правда (род. 1817).
- 9 декабря — Александр Николаевич Пыпин, русский литературовед и этнограф (родился в 1833).[52]
- 31 декабря 1903 (13 января 1904) — Василий Львович Величко, русский писатель, поэт, публицист (родился в 1860).[53]